# Horstergrub

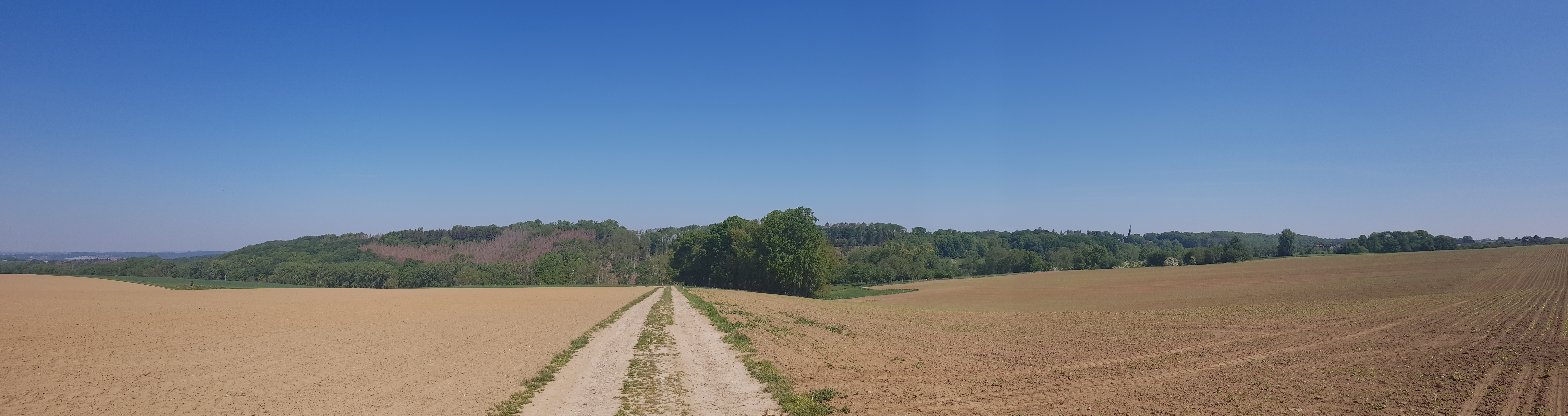
de Horstergrub bij Hoeve Snauwenberg

De Horstergrub, ook aangeduid met droogdal van Terhorst, is een droogdal in Nederlands Zuid-Limburg en de Belgische Voerstreek in de gemeentes Eijsden-Margraten, Gulpen-Wittem (oostelijk uiteinde) en Voeren.
Het dal is niet permanent watervoerend en heeft een lengte van ongeveer zeven kilometer. Een deel van het gebied is aangewezen als stiltegebied.

## Begrenzingen
Ten noordwesten, noordoosten en zuidoosten wordt het droogdal omgeven door het Plateau van Margraten waarin het het droogdal insnijdt. Ongeveer parallel met het droogdal liggen aan de noordwestzijde en zuidoostzijde hoge heuvelruggen die onderdeel zijn van het plateau. Aan de andere zijde van de heuvelrug aan de noordwestzijde van het dal ligt het droogdal de Herkenradergrub. Aan de andere kant van de heuvelrug aan de zuidoostzijde ligt het Noordal met het riviertje de Noor. Aan de zuidwestzijde mondt het droogdal uit in het Voerdal, het dal van de Voer.
Het dal strekt zich uit van een ondiepe laagte ten zuidwesten van Reijmerstok tot aan de monding aan de westzijde van het dorp 's-Gravenvoeren. Ten noorden van het dal liggen op de heuvelrug de dorpen Banholt en Mheer, ten zuiden van het dal liggen op de heuvelrug de buurtschappen Terlinden, Bergenhuizen en Snauwenberg.
In de Horstergrub liggen Terhorst en het lage gedeelte van het dorp Mheer.

## Grondgebruik
Het grootste gedeelte van de Horstergrub is in gebruik als weiland of akkerland. Op de steile noordhellingen liggen enkele hellingbossen, waarvan het Hoogbos er een is. Een deel van het gebied is onderdeel van het 850 jaar oude landgoed rondom het Kasteel van Mheer.

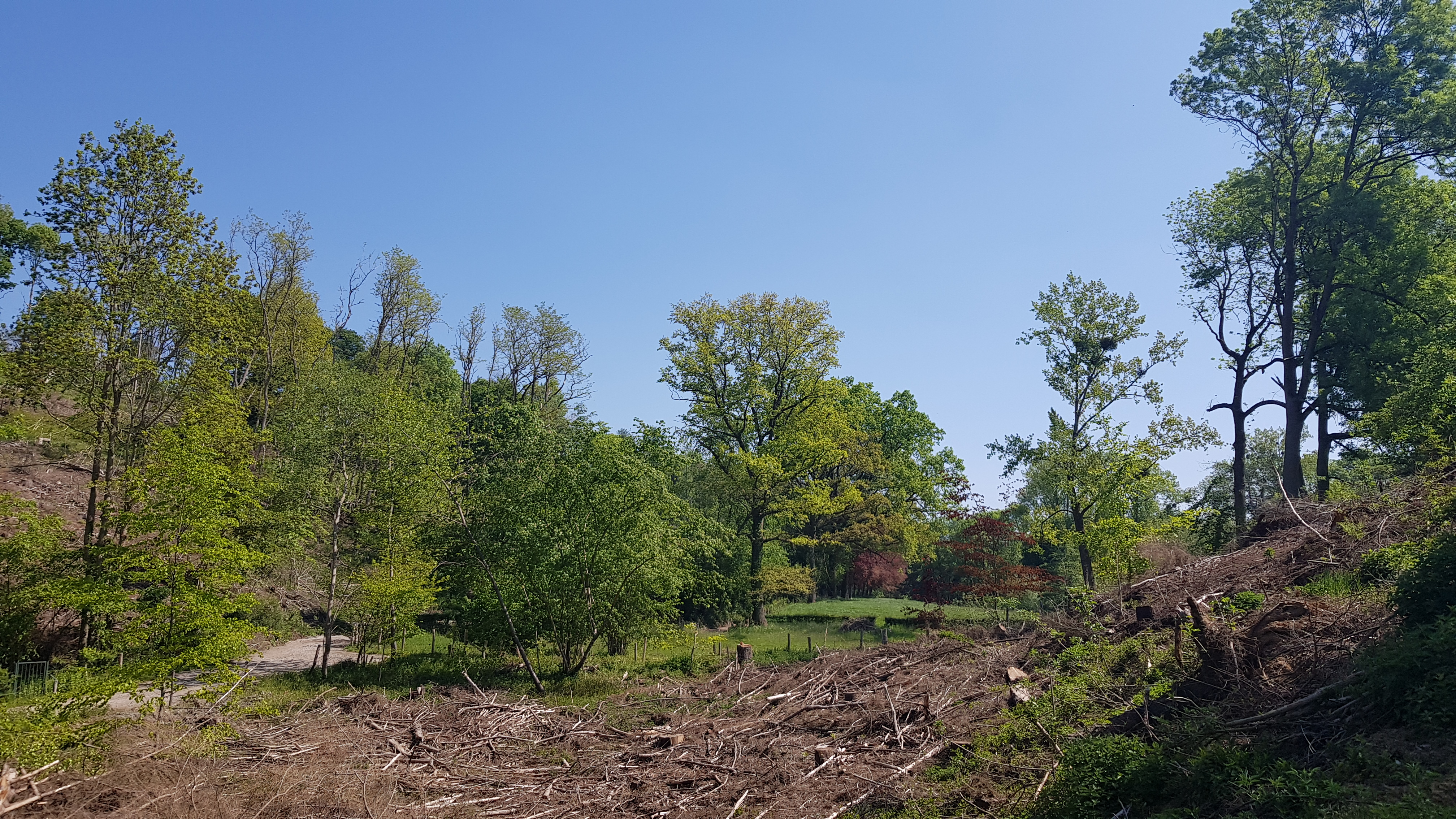
in de Horstergrub
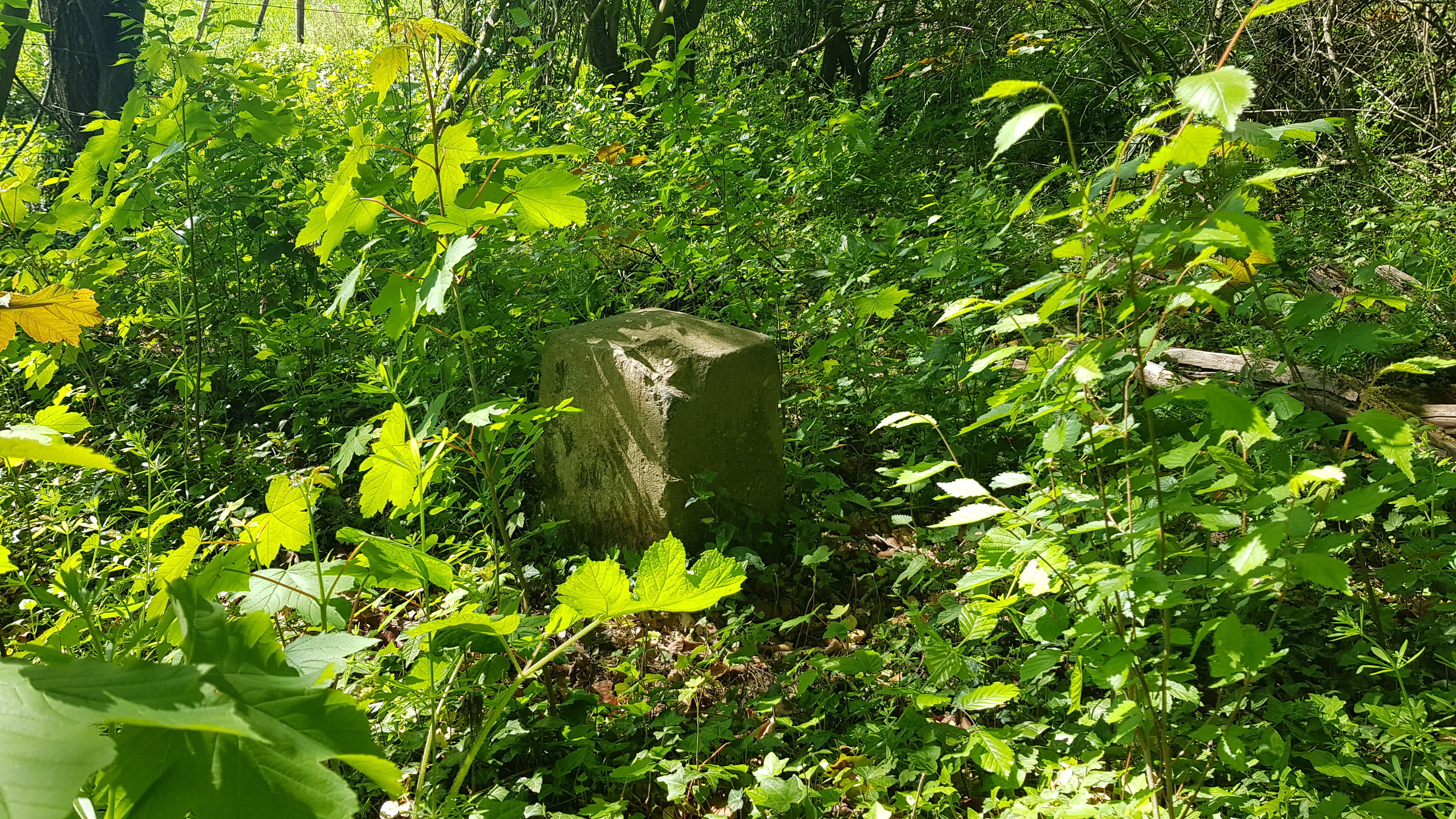
de grenssteen in de Horstergrub: nr 24a
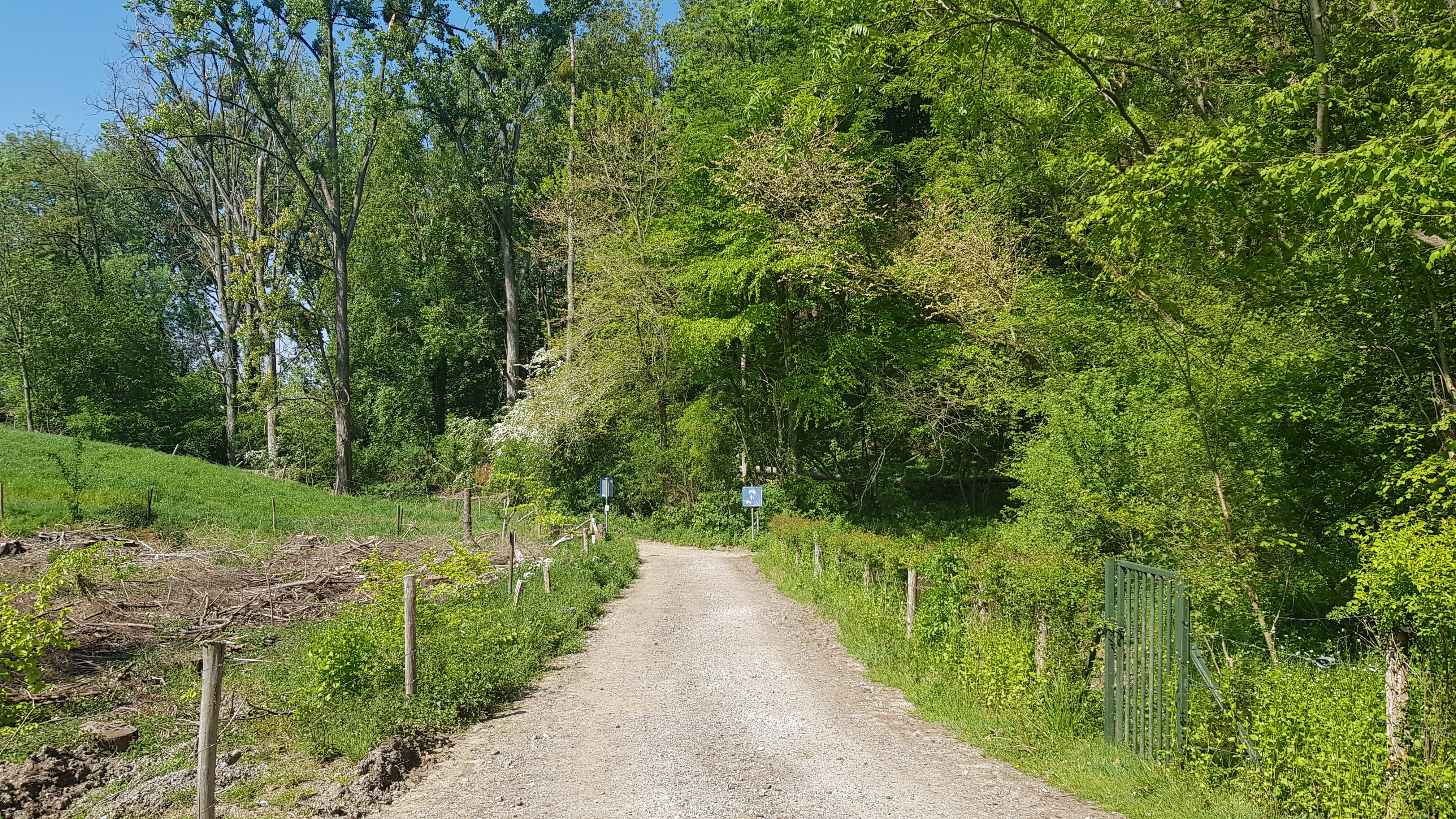
de grensovergang Nederland-België in de Horstergrub